# Muhamméd-Gabdulháj Kurbangalíev
Mullah Muhamméd-Gabdulháj Kurbangalíev in russo Мухамме́д-Габдулха́й Курбангали́ев? (Mediak, 1889 – Ufa, 22 agosto 1972) è stato un insegnante, religioso e attivista russo, di etnia baškira.
Proveniente da un'importante famiglia d'Imam, fu partecipe della Rivoluzione russa coi Menscevichi, dalla quale venne perseguitato dai Bolscevichi e costretto a riparsi in Giappone per alcuni anni, dove fondò società religiose islamiche. Rientrato in patria fu reinternato fino alla morte di Stalin. Morì a Ufa nel 1972.